# São Sebastião da Serra
São Sebastião da Serra (mais conhecido como Patrimônio de São Sebastião da Serra) é um distrito do município brasileiro de Brotas, no interior do estado de São Paulo.

## História

### Origem
O povoado de São Sebastião, que deu origem ao distrito, foi fundado no ano de 1927.

### Formação administrativa
- Distrito criado com o nome de Varjão pela Lei n° 233 de 24/12/1948, com o povoado de São Sebastião mais terras do distrito sede de Brotas[4][5].

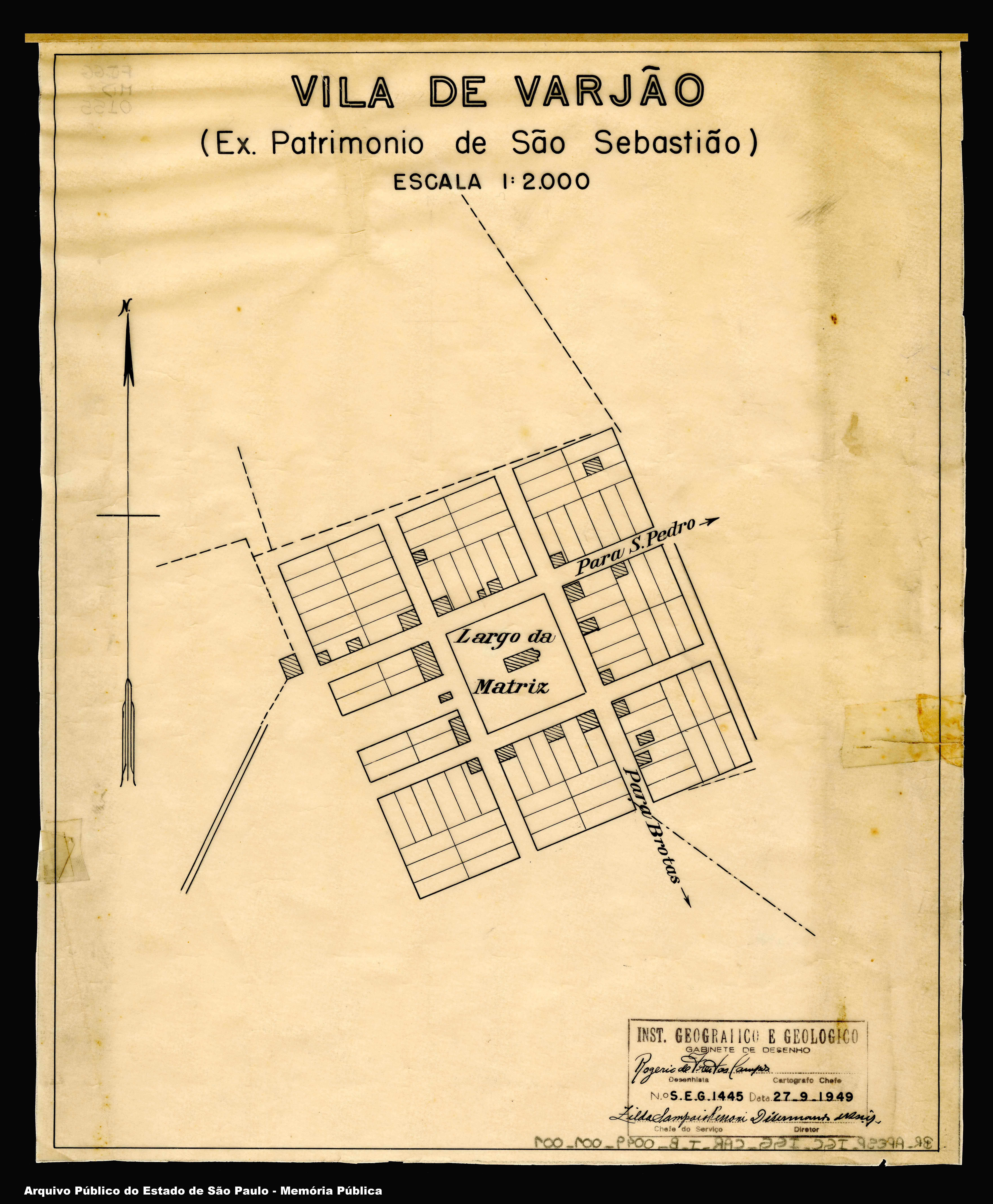
Planta da área urbana original.

- Foi extinto pela Lei n° 5.285 de 18/02/1959, sendo suas terras incorporadas ao distrito de Brotas (sede)[6].
- Distrito criado novamente com o nome de São Sebastião da Serra pela Lei n° 8.092 de 28/02/1964, com sede no povoado de igual nome e com território desmembrado do distrito sede de Brotas[7][8].

## Geografia

### Área urbana
A sede do distrito é a vila de São Sebastião da Serra, com um total de 446 domicílios (IBGE 2022).

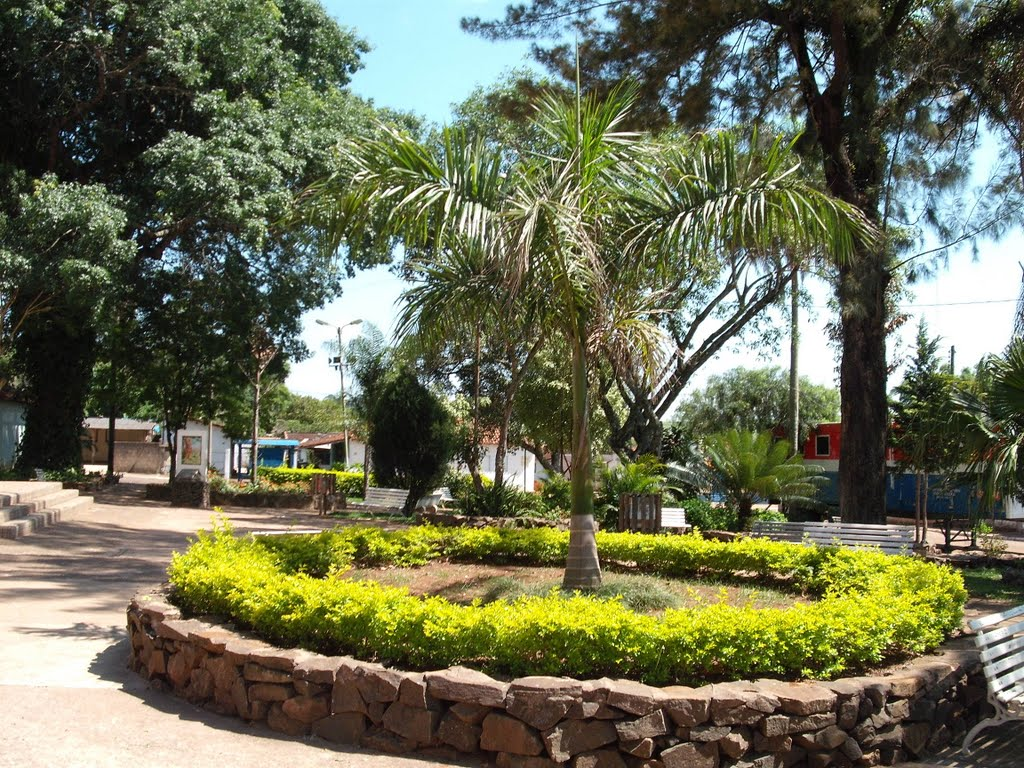
Praça.

### Demografia

#### População urbana
| Crescimento população urbana | Crescimento população urbana | Crescimento população urbana | Crescimento população urbana |
| Censo                        | Pop.                         |                              | %±                           |
| ---------------------------- | ---------------------------- | ---------------------------- | ---------------------------- |
| 1950                         | 67                           |                              | —                            |
| 1980                         | 264                          |                              | —                            |
| 1991                         | 431                          |                              | 63,3%                        |
| 2000                         | 562                          |                              | 30,4%                        |
| 2010                         | 684                          |                              | 21,7%                        |
| 2022                         | 621                          |                              | −9,2%                        |
| Fonte: IBGE e Fundação SEADE |                              |                              |                              |

#### População total
Pelo Censo 2022 (IBGE) a população total do distrito era de 875 habitantes. Anteriormente, pelo Censo 2010 (IBGE), a população total do distrito era de 950 habitantes.

### Área territorial
A área territorial do distrito é de 99,452 km² (IBGE 2022).

### Rodovias

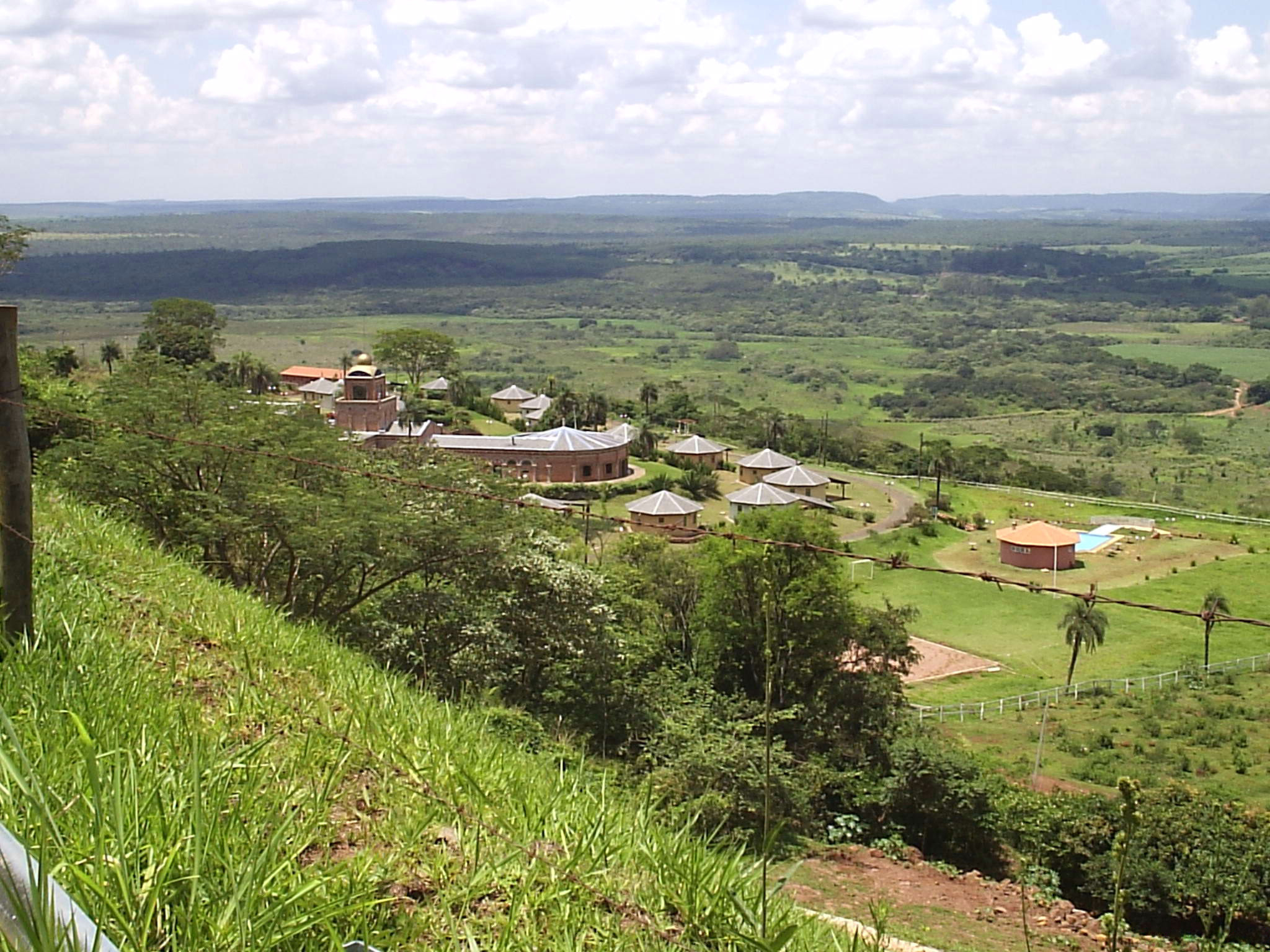
Subida da serra pela estrada vicinal.

O principal acesso a São Sebastião da Serra é a estrada vicinal que liga o distrito à Rodovia Doutor Américo Piva (SP-197) e às cidades de Brotas e São Pedro.

### Hidrografia

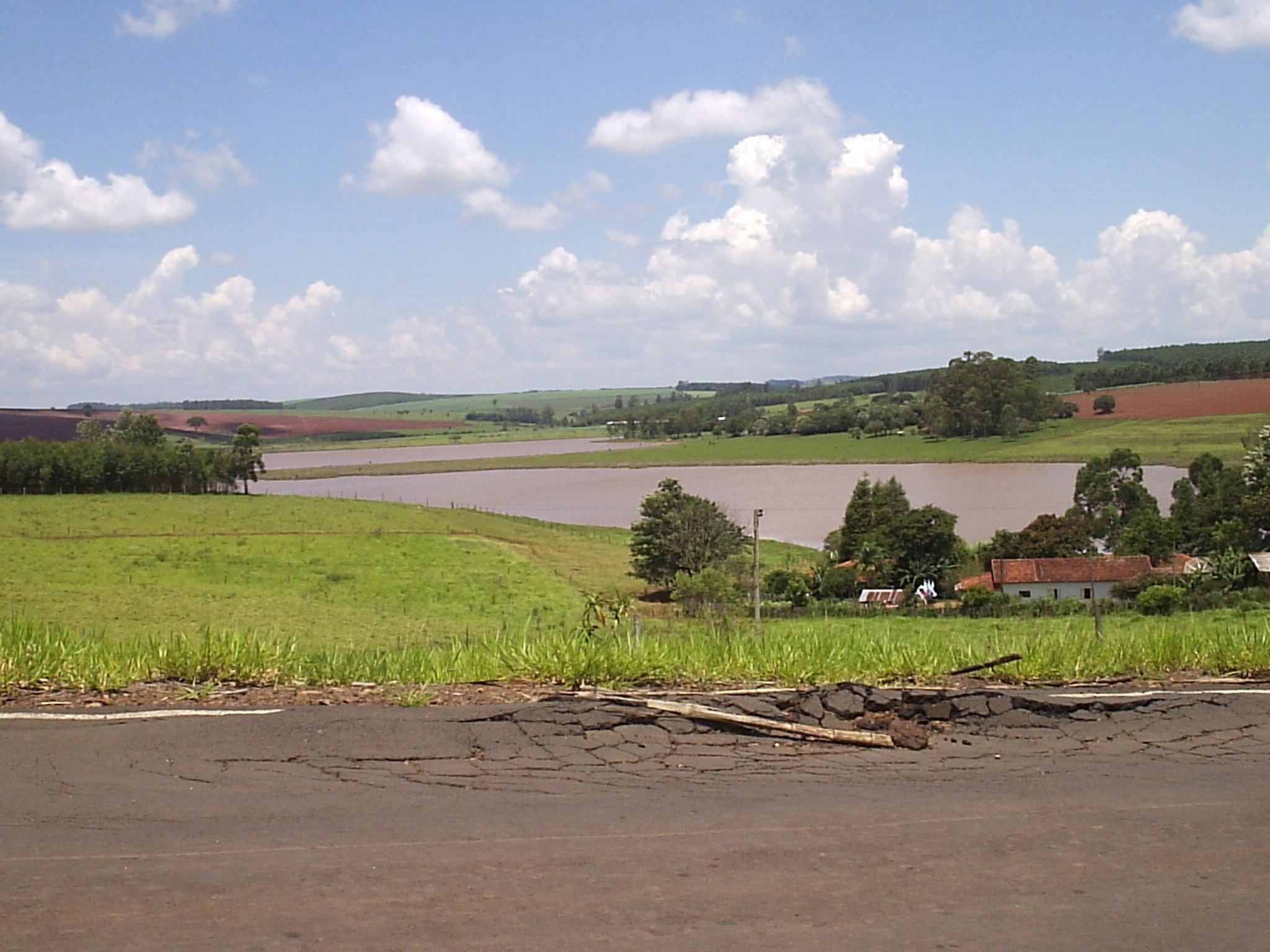
Represa do Rio Jacaré Pepira.

O distrito fica às margens da represa do Rio Jacaré Pepira.

## Serviços públicos

### Registro civil
Atualmente é feito na sede do município, pois o distrito não possui Cartório de Registro Civil das Pessoas Naturais.

### Educação
- Escola Municipal “Dante Martinelli”

### Saneamento
O serviço de abastecimento de água é feito pelo Serviço Autônomo de Água e Esgoto de Brotas (SAAEB).

### Energia
A responsável pelo abastecimento de energia elétrica é a CPFL Paulista, distribuidora do Grupo CPFL Energia.

### Telecomunicações
A central telefônica, utilizada até os dias atuais, assim como o sistema de discagem direta à distância (DDD), foram implantados pela Telecomunicações de São Paulo (TELESP).

## Atrações turísticas

### Represa do Patrimônio
A Represa do Patrimônio no Rio, formada pela barragem da Usina do Jacaré no Rio Jacaré Pepira, ocupa uma área de aproximadamente 14,5 hectares. É o ponto de encontro dos habitantes locais que procuram diversão com acesso livre.
A represa recebe também muitos turistas que visitam o distrito e encontram no local mais uma bela opção de passeio, onde os visitantes podem praticar atividades de lazer como pesca, passeios de barco, nado, caiaque e jet ski.

### Cachoeiras

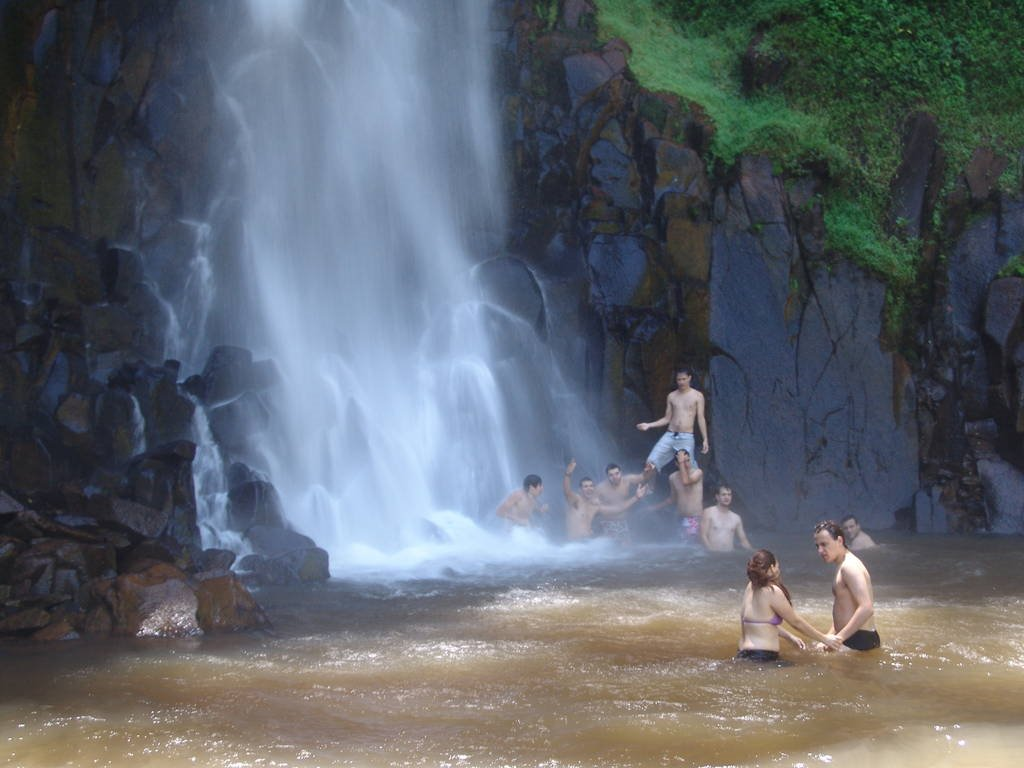
Cachoeira dos Quatis.

O distrito de São Sebastião da Serra é conhecido também por abrigar muitas das cachoeiras da cidade de Brotas, entre elas:
- Cachoeira Cassorova, que é uma formação única, com queda dupla e altura total de 60 metros, com piscina natural
- Cachoeira dos Quatis, com 46 metros e piscina natural
- Cachoeira Roseira, com 55 metros
- Cachoeira Santo Antônio, com 20 metros e piscina natural
- Cachoeira Figueira, com 47 metros e grande volume de água, perfeita para a prática do canyoning
- Cachoeira Andorinha, com 20 metros e piscina natural
- Cachoeira da Nascente, uma pequena queda de 6 metros que corre pela rocha
- Cachoeira Astor, com 25 metros

### Usina-Parque do Jacaré

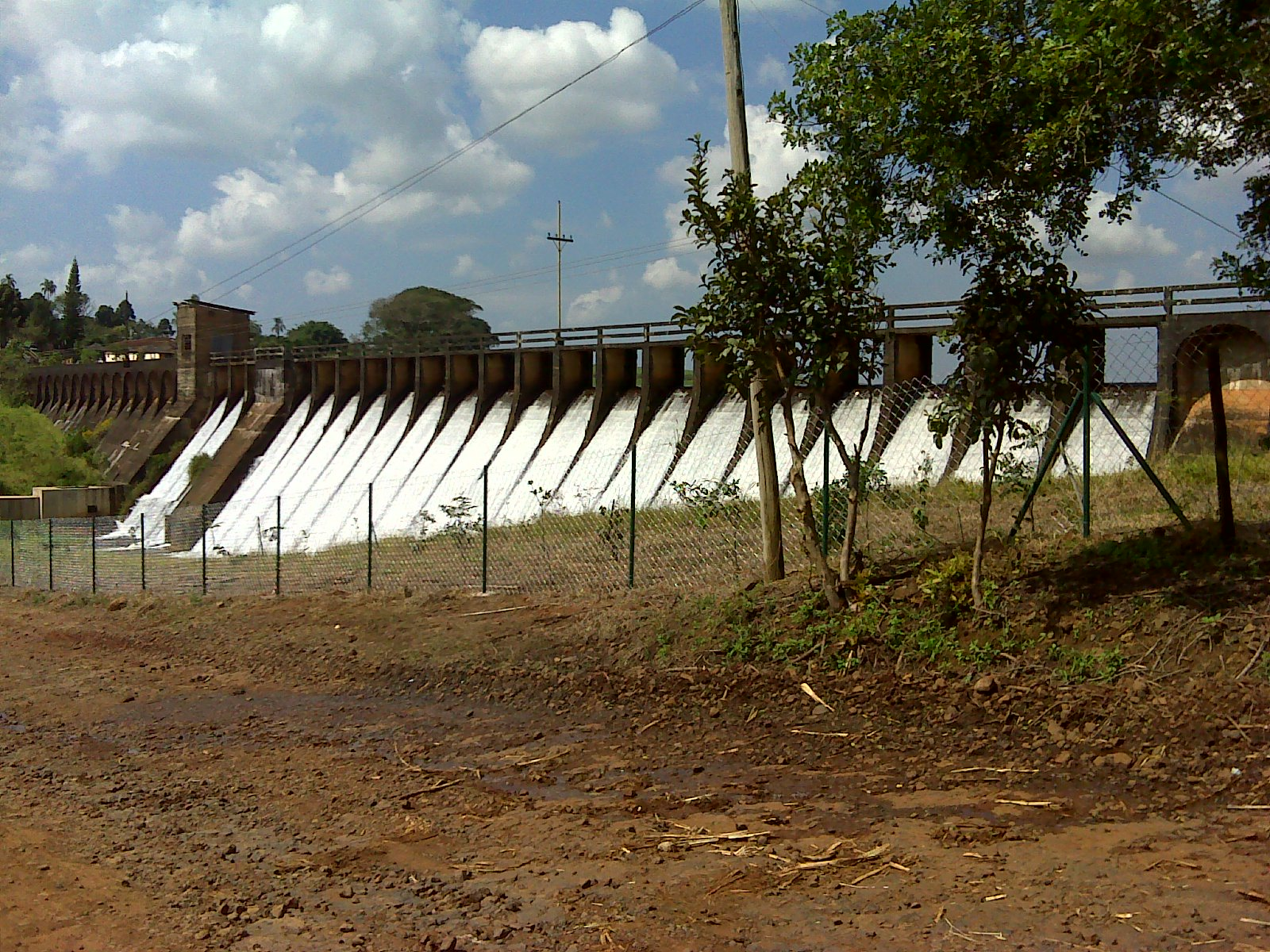
Usina do Jacaré.

Patrimônio arquitetônico da Fundação Energia e Saneamento, a Usina do Jacaré está situada junto ao Rio Jacaré Pepira. A usina foi inaugurada em 1944 e preserva no seu entorno a natureza que cerca o rio e garante o fluxo da água.
A Central Elétrica Rio Claro (SACERC) inaugurou a Usina do Jacaré em plena Segunda Guerra Mundial. Sua principal missão era abastecer uma fábrica de armamentos que seria construída na cidade de Limeira.
A guerra trouxe várias restrições de matérias-primas e equipamentos, e por isso parte das tubulações de água foi construída em madeira, porque não havia como importar aço para os tubos.
Além da represa e da casa de máquinas, a SACERC instalou uma vila residencial, formada por casas com varandas, dispostas ao longo de um grande pátio com mangueiras.
Em 1966 a Usina do Jacaré terminou incorporada à Companhia Energética de São Paulo (CESP), sendo desativada em 1970.
Em 1998 foi doada para a Fundação Energia e Saneamento e em 2008 a antiga usina, recuperada, voltou a gerar energia. Atualmente é operada pela Cobbucio e Almeida Energia.

## Religião

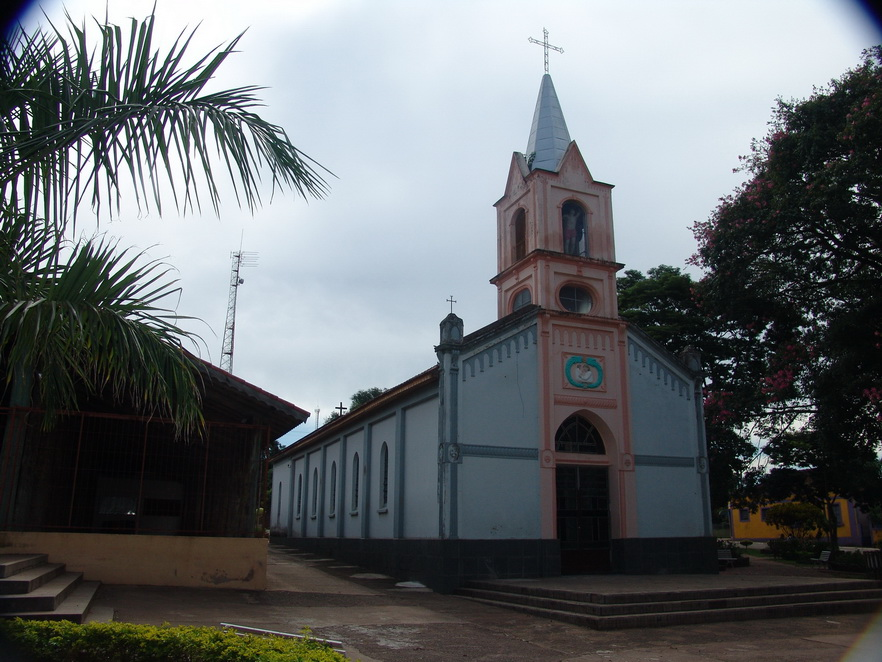
Igreja.

O Cristianismo se faz presente no distrito da seguinte forma:

### Igreja Católica
- Paróquia São Sebastião e Santa Efigênia, que é centro de populares quermesses em janeiro e agosto - faz parte da Diocese de Jaú[26].

### Igrejas Evangélicas
- Assembleia de Deus - O distrito possui uma congregação da Assembleia de Deus Ministério do Belém. Por essa igreja, através de um início simples, mas sob a benção de Deus, a mensagem pentecostal chegou ao Brasil. Esta mensagem originada nos céus alcançou milhares de pessoas em todo o país, fazendo da Assembleia de Deus a maior igreja evangélica do Brasil[27].
- Congregação Cristã no Brasil[28].